# 泊岗乡
泊岗乡，是中华人民共和国安徽省滁州市明光市下辖的一个乡镇级行政单位。

## 行政区划
泊岗乡下辖以下地区：
泊岗村、新淮村、安全村和高秦村。